# 阿糖基木聚糖
阿糖基木聚糖是一种半纤维素，存在于植物（如木材和谷物）的初生和次生细胞壁中。由两种戊糖：阿拉伯糖和木糖的共聚物组成。

## 结构
阿糖基木聚糖链含有大量的1，4-连接的木糖单元。许多木糖单元又被阿拉伯糖残基取代。

## 功能
阿糖基木聚糖在植物细胞中主要作为架构角色；也作为与之共价连接的阿魏酸和其他酚酸的储存库。

## 对人体益处
目前膳食纤维已证实具有多种健康益处，而阿糖基木聚糖就是其主要成分之一。此外，由于附带的酚酸，使阿糖基木聚糖具抗氧化活性，以及它的离子交换容量及黏度，都对身体代谢有好处。